# 慢性肉芽腫病
慢性肉芽腫病（英語：Chronic granulomatous disease）是一種遺傳病，患者體內的中性白血球無法正常殺死微生物，因此患者易受重複性的嚴重感染。其發生率為1/200000。
遺傳方面，其遺傳方式為X染色體性聯隱性遺傳的方式，但也有30%個案為體染色體隱性來遺傳。